# Paul Ullman
 (janvier 2014).
Pour les articles homonymes, voir Ullman.
Paul Ullman (1901-1944)  fut, pendant la Seconde Guerre mondiale, un agent américain du service secret britannique Special Operations Executive.

## Identités
- État civil : Paul Eugene Bertron Ullman
- Comme agent du SOE :
  - Nom de guerre (field name) : « Alceste »
  - Nom de code opérationnel : UPHOLSTERER (en français TAPISSIER)

Pour accéder à des photographies de Paul Ullman, se reporter au paragraphe Sources et liens externes en fin d’article.
Parcours militaire : 
1. U.S.Army OSS,
2. SOE, section F ; grade : lieutenant ;

## Famille
- Son père : Eugene Paul Ullman ; sa belle-mère : Suzanne Lioni Ullman, Westport, Connecticut, USA.
- Sa mère : Alice Wood (ex Ullman), Paris, France.

## Éléments biographiques
Paul Ullman naît le 21 janvier 1901, à Paris.
Avant la guerre, il est peintre-illustrateur.
Mission
Définition de la mission : il est membre du réseau STOCKBROKER.
Le 14 avril 1944, il est parachuté en France. En arrivant, il se rend chez les Barbier, 41 Grande Rue, à Valentigney (Doubs), où il doit loger. Le soir même, la Gestapo vient chercher le fils Barbier. Ullman cherche à quitter la maison par la porte de derrière. Il est tué par la Gestapo au moment où il grimpe sur un mur pour s’échapper.

## Reconnaissance

### Distinctions
- France : Croix de guerre 1939-1945 ; chevalier de la Légion d'honneur avec palme ;
- États-Unis : Bronze Star

### Monuments
- En tant que l'un des 104 agents du SOE section F morts pour la France, Paul Ullman est honoré au mémorial de Valençay (Indre).
- Tombe : Epinal American Cemetery, France, Plot A, rangée 7, tombe 65.
- OSS Memorial, CIA HQ, McLean, Virginie.